# Lavau (Yonne)
Lavau település Franciaországban, Yonne megyében. Lakosainak száma 391 fő (2022. január 1.). Lavau Saint-Privé, Batilly-en-Puisaye, Champoulet, Faverelles, Arquian, Saint-Amand-en-Puisaye, Saint-Fargeau és Saint-Martin-des-Champs községekkel határos.

## Népesség
A település népességének változása:
| Lakosok száma | 488  | 475  | 477  | 464  | 462  | 459  | 436  | 414  | 391  |
|               | 2013 | 2015 | 2016 | 2017 | 2018 | 2019 | 2020 | 2021 | 2022 |